# Dactylolabis symplectoidea
Dactylolabis symplectoidea är en tvåvingeart som beskrevs av Egger 1863. Dactylolabis symplectoidea ingår i släktet Dactylolabis och familjen småharkrankar. Inga underarter finns listade i Catalogue of Life.